# Ferrari 250 Testa Rossa
Ne doit pas être confondu avec Ferrari ou Ferrari Testarossa.
La Ferrari 250 Testa Rossa est une voiture de sport-prototype du constructeur automobile italien Ferrari, et du designer Scaglietti de Maranello, produite à 33 exemplaires entre 1957 et 1961.
Elle domine le sport automobile de son époque (limité à 3 L de cylindrée) grâce à son moteur Ferrari V12 Colombo, avec les victoires de Ferrari aux titres de Champion du monde des voitures de sport 1958, 1960 et 1961, et remporte notamment le triplé des 24 Heures du Mans 1958, 1960 et 1961.

## Histoire
Le nom « Testa Rossa » est associé à une série de voitures de course au palmarès de légende et aux succès marquants dans l'histoire de l'automobile. 

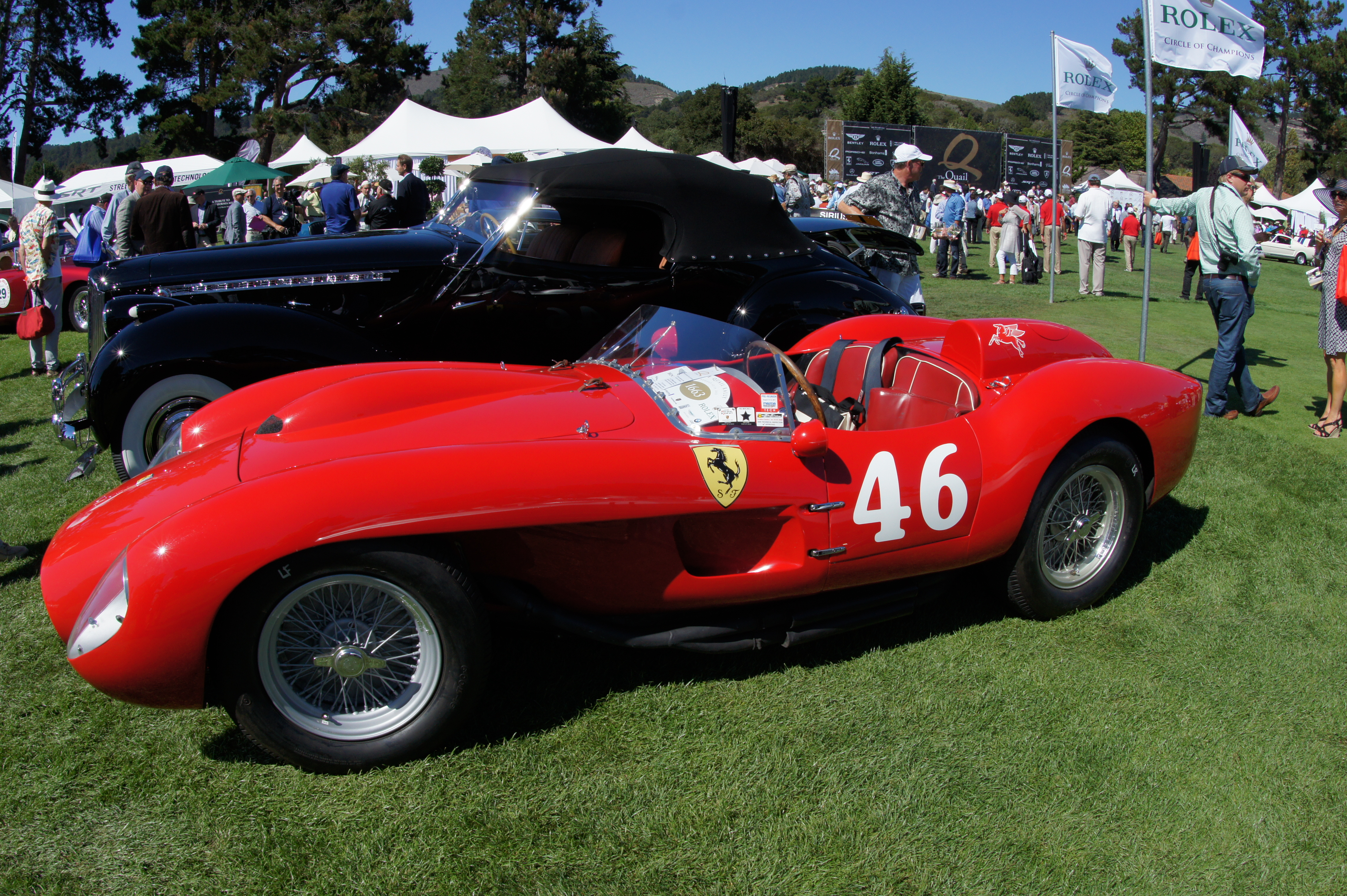
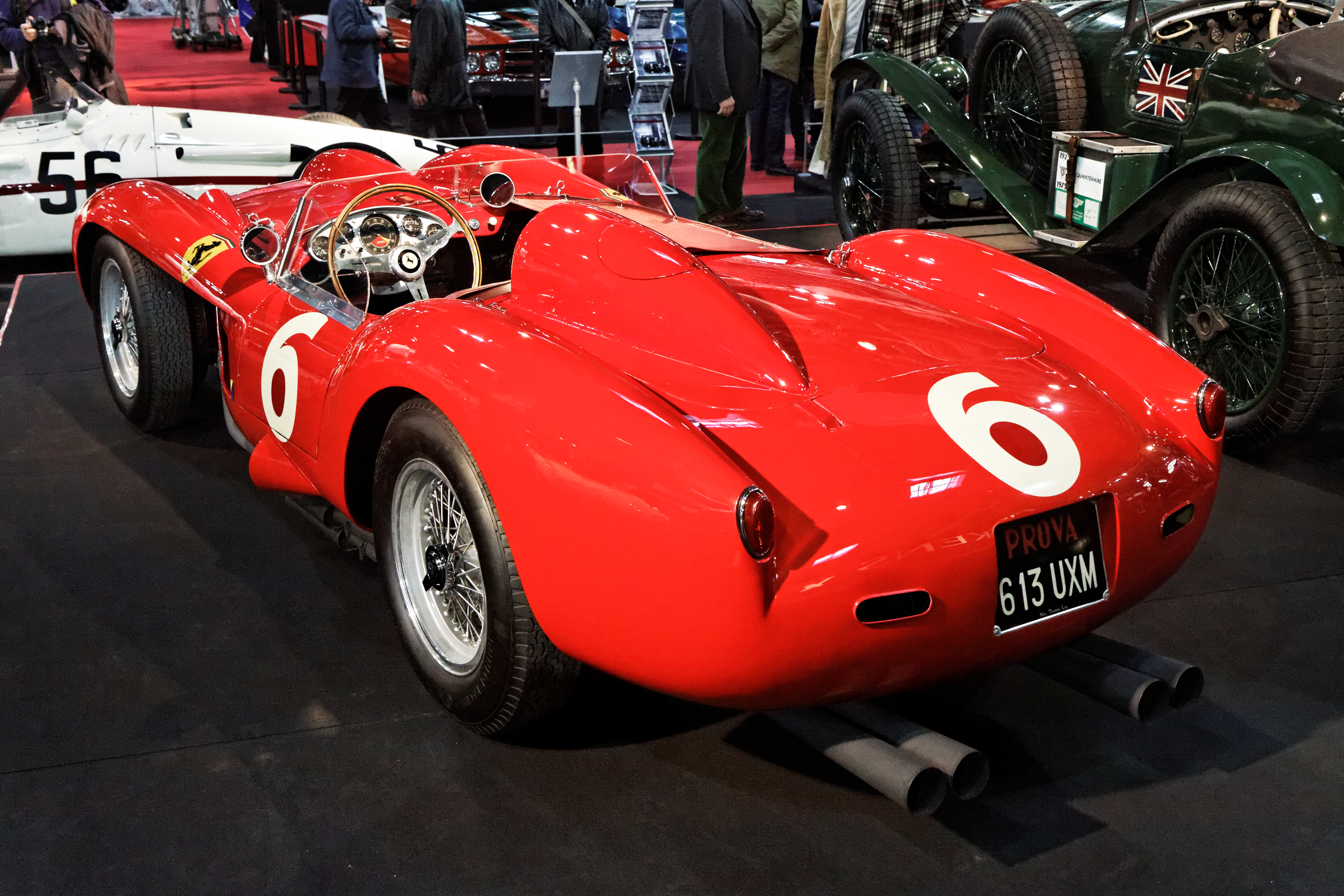

Signifiant littéralement « tête rouge » en italien, en référence à la couleur rouge « Rosso Corsa », la Ferrari 250 Testa Rossa est une évolution des précédents modèles sport-prototype spyder Scaglietti Ferrari Monza (500 TRC 1957), Ferrari 290 MM (1956), Ferrari 315 S (1957) et Ferrari 335 S (1957), etc.

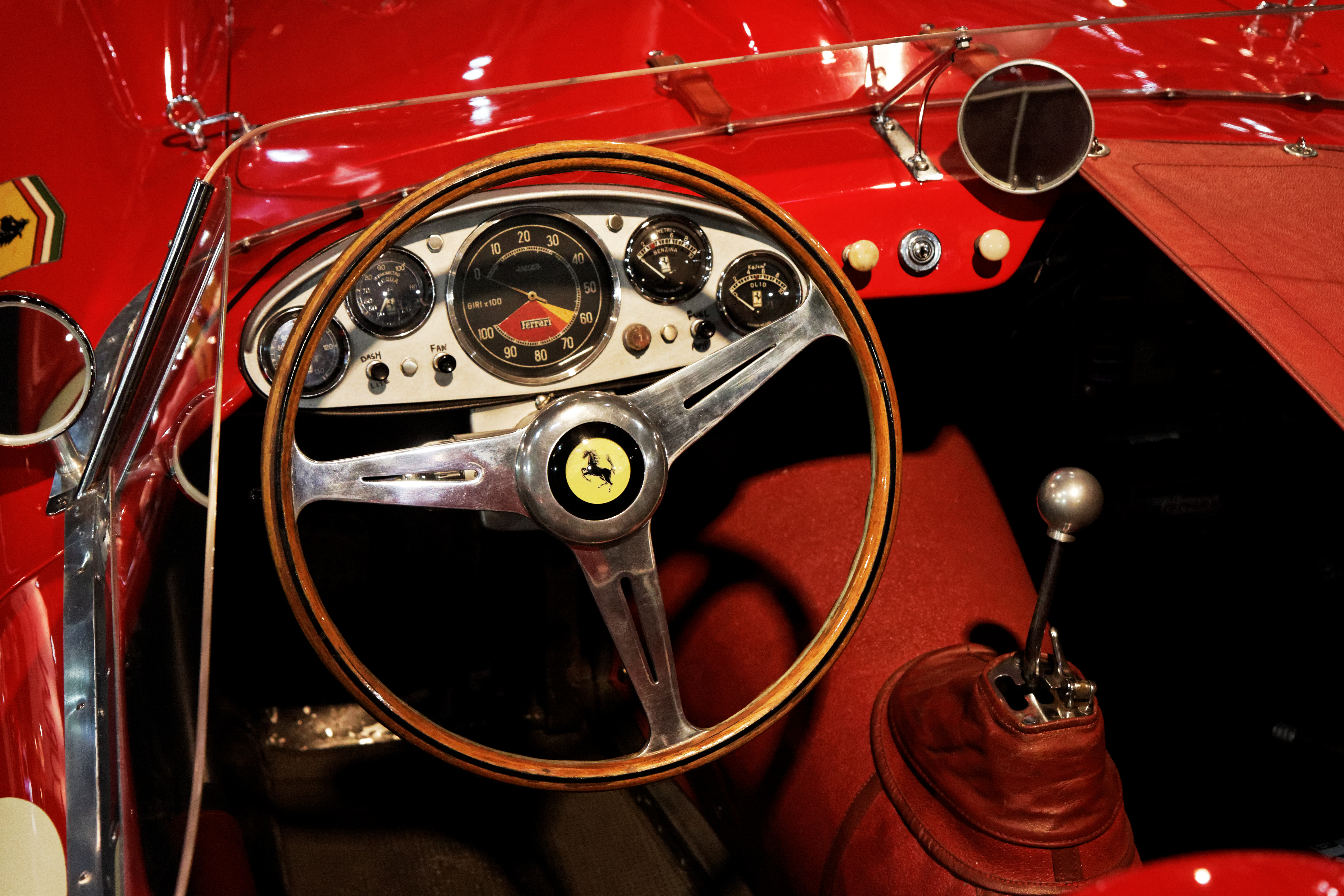
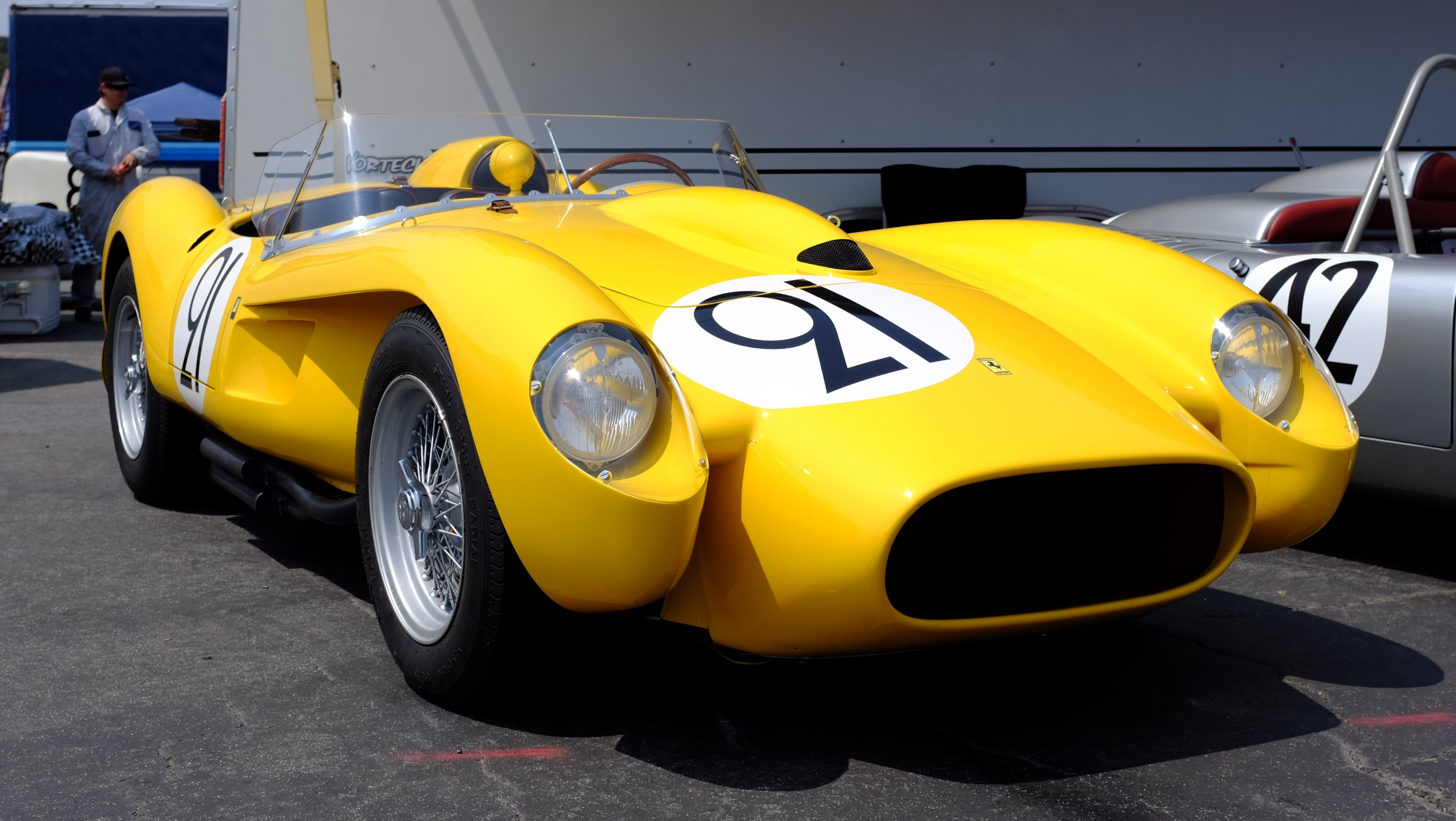

La première version constructeur de la Ferrari 250 Testa Rossa (construite à 14 exemplaires) apparaît le 26 mai 1957, avec une 10e place aux 1 000 kilomètres du Nürburgring 1957 du premier prototype d'usine (châssis no 0666). Les 19 versions compétition « clients » sont ajoutées au catalogue Ferrari le 22 novembre 1957. Cette dernière version se distingue de la première par sa boîte de vitesses montée à l'avant, sa conduite à gauche et sa carrosserie légèrement modifiée.
La mythique Ferrari 250 GTO hérite de son moteur au palmarès prestigieux. La Ferrari Testarossa (1984) reprend son nom, ainsi que la Ferrari Testa D’Oro (1989), et Ferrari Rossa (2000).

## Design

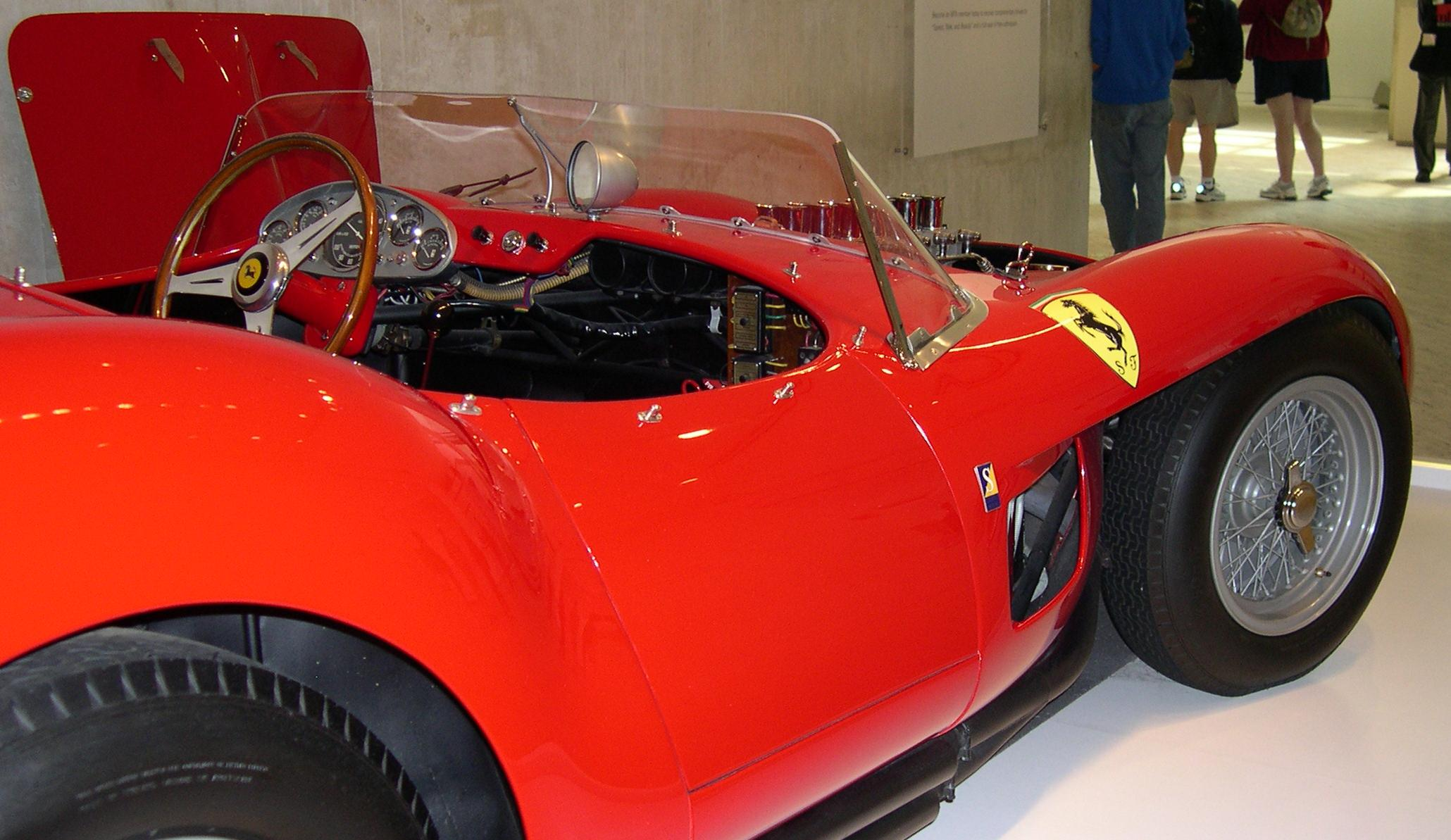
Collection automobile de Ralph Lauren.

Comme le veut la tradition Ferrari de l'époque, le design est issu du crayon de Pininfarina tandis que Scaglietti est chargé de fabriquer la carrosserie. Le design de la carrosserie, autant technique qu'esthétique, est une évolution des précédents modèles sport-prototype spyder Scaglietti Ferrari 290 MM (1956), Ferrari 315 S (1957) et Ferrari 335 S (1957)... L'originalité des ailes antérieures permet de ne couvrir les roues que partiellement pour mieux refroidir les freins à tambours. Néanmoins, ce style peu conventionnel sera adouci en cours de production, abandonnant les ailes très découpées au profit de deux ouvertures pratiquées de part et d'autre de la large prise d'air frontale.

## Motorisation

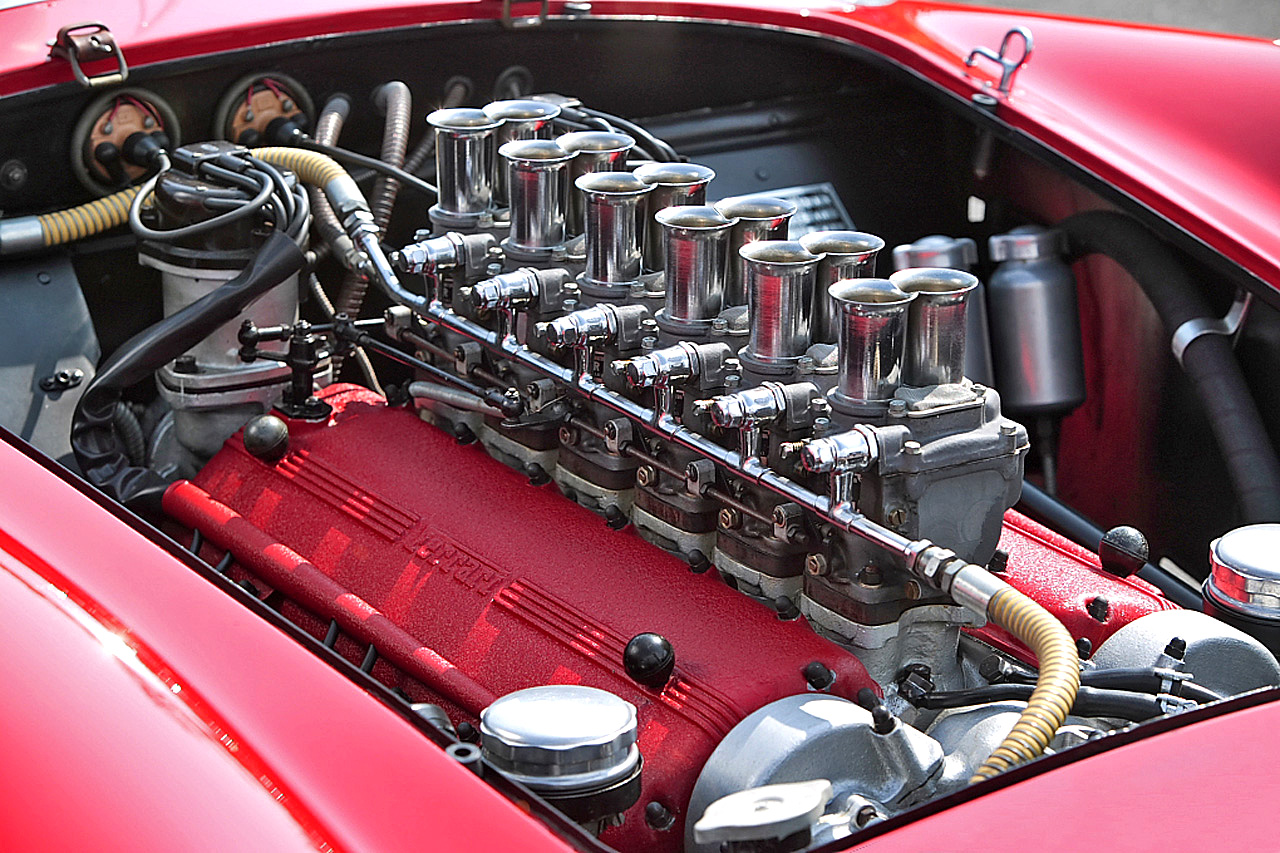
Moteur Ferrari V12 Colombo, avec six carburateurs Weber doubles corps et trompettes d'admission.

Ce modèle emblématique de la marque est motorisé par un moteur Ferrari V12 Colombo de 3 litres de cylindrée, pour 300 ch et 270 km/h de vitesse de pointe. Un dramatique accident mortel du précédent modèle Ferrari 335 S à moteur Ferrari V12 Jano de 4 L pour 390 ch et 300 km/h de vitesse de pointe, aux Mille Miglia 1957, ayant entraîné une limitation de l'escalade de la puissance en compétition européenne à 3 L de cylindrée. Ce moteur emblématique de la marque est revu en profondeur, notamment au niveau de la culasse, de façon à atteindre le rendement de 100 chevaux par litre, avec six carburateurs Weber double corps de 38 millimètres et trompettes d'admission, soit un carburateur pour deux cylindres. Le moteur développe une puissance maximale de 300 ch à 7 500 tr/min et un couple maximal de 302 N m à 6 100 tr/min. Légère, puisqu'elle ne pèse que 798 kg selon Ferrari, la 250 Testa Rossa parvient à une vitesse de 270 km/h.

## Compétition

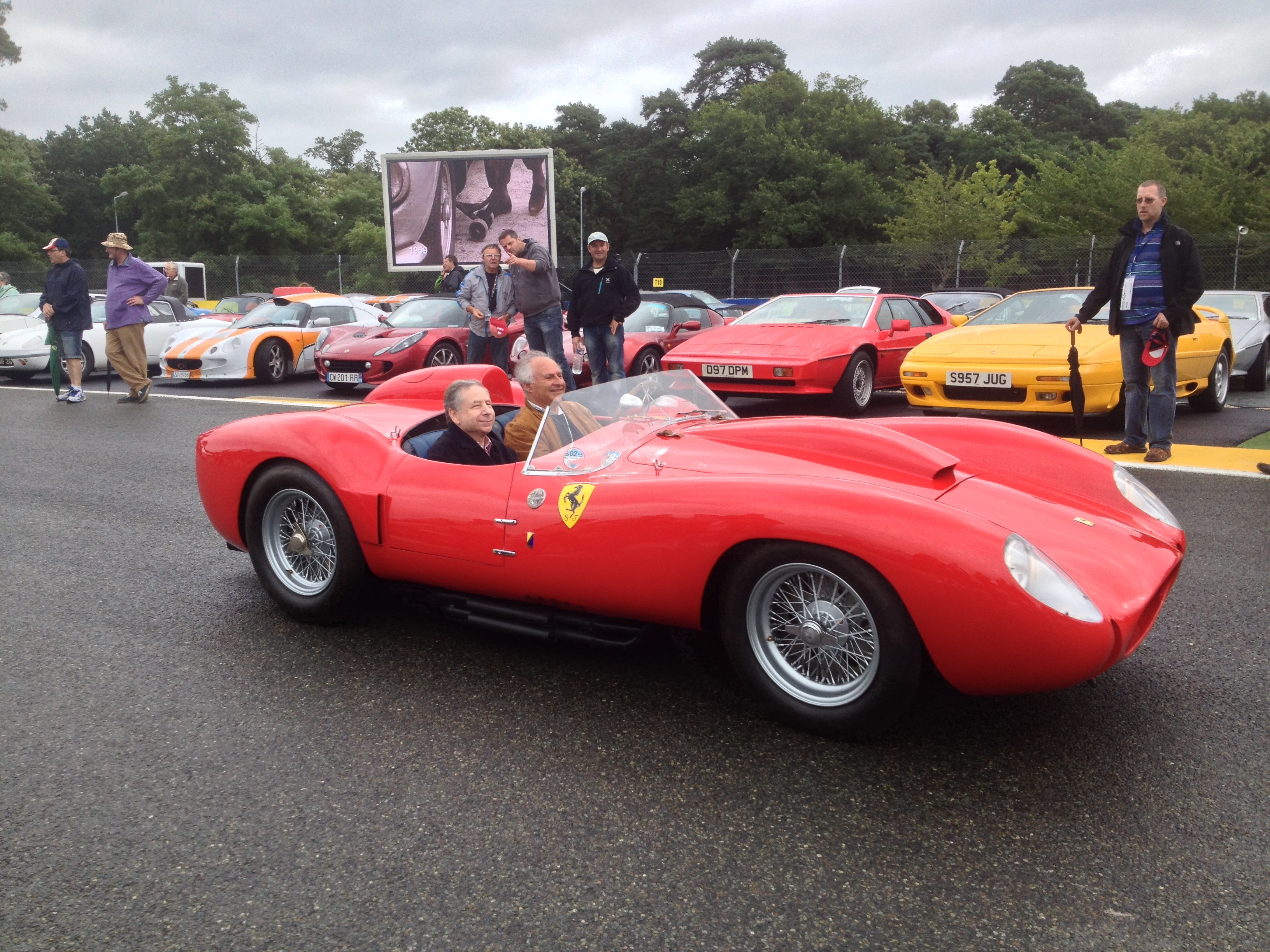
Le Mans Classic 2014, avec le collectionneur Michael Kadoorie, et Jean Todt (ex-directeur de Ferrari).

Les débuts en compétition de la 250 TR sont plutôt laborieux et cette dernière abandonne à plusieurs reprises en raison de pannes mécaniques. Ainsi, l'équipe formée par Olivier Gendebien et Maurice Trintignant pour les 24 Heures du Mans 1957 se voit obligée d'abandonner à la dixième heure en raison d'une défaillance d'un piston. L'année 1958 lui est très favorable, avec la victoire de Phil Hill et Peter Collins des 1 000 kilomètres de Buenos Aires 1958 ainsi que des 12 Heures de Sebring 1958. Luigi Musso et Olivier Gendebien remportent quant à eux la Targa Florio 1958, Gendebien et Hill les 24 Heures du Mans 1958, et coup d'éclat aussi impressionnant, associé cette fois ci à Mike Hawthorn, Peter Collins obtient encore en 1958 la deuxième place des 1 000 kilomètres de Buenos Aires 1958, devant trois autres Testa Rossa officielles. En fin d'année le Trophée de Nassau revient à E. D. Martin.

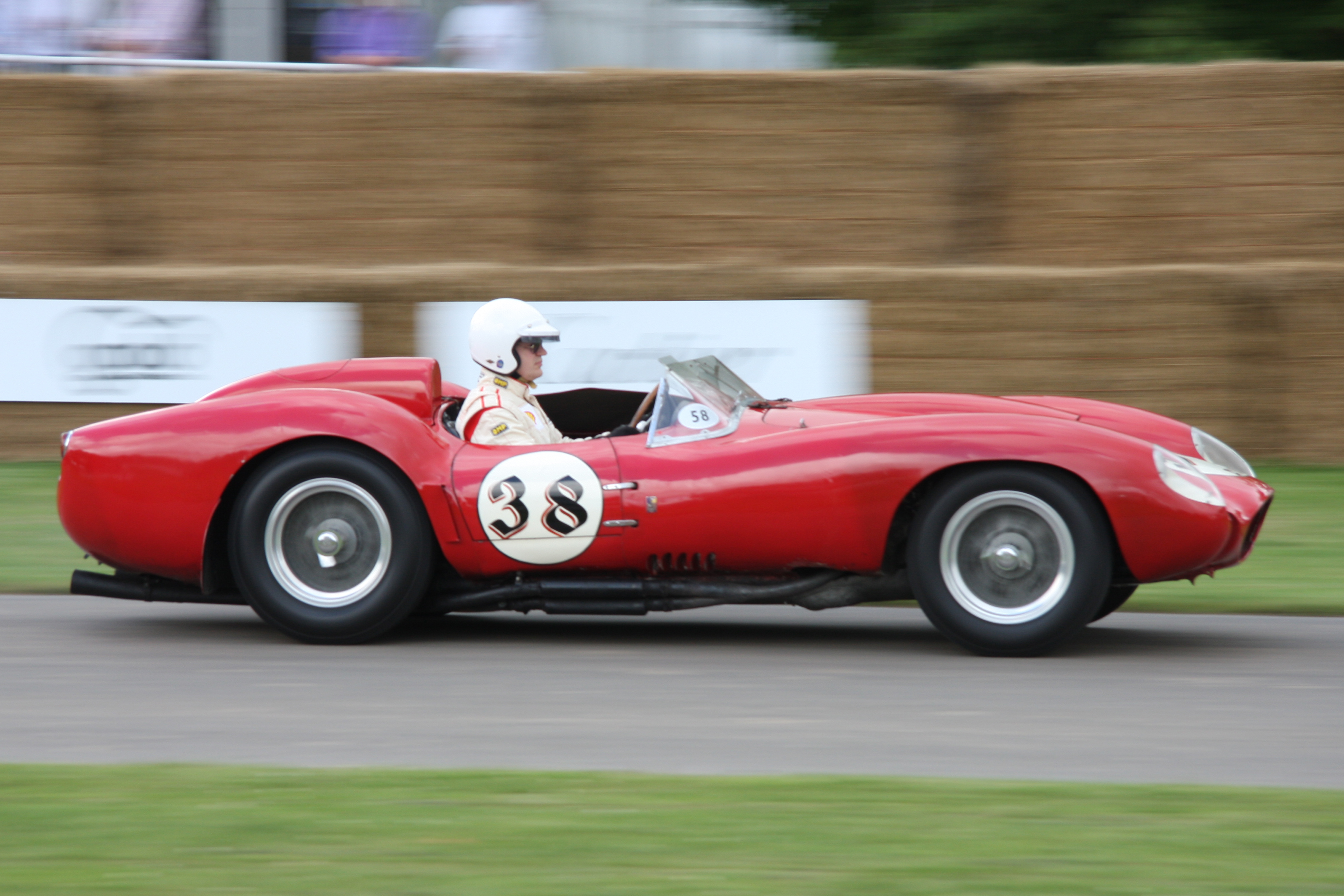
Festival de vitesse de Goodwood 2008.

Au fil des ans, le modèle gagne alors notamment les 12 Heures de Sebring 1959, les 200 miles de Riverside (1959), de nouveau les 1 000 kilomètres de Buenos Aires 1960, les 24 Heures du Mans 1960 avec Gendebien et Paul Frère, le Trophée du Gouverneur de Nassau (1960), les 24 Heures du Mans 1961 avec Gendebien et Hill, le Trophée de Seafair (1961), la Coupe Rose de Portland (1961 et 1962)... au total quatre éditions des 12 Heures de Sebring reviendront à la TR (1958, 1959, 1961 et 1962, les trois premières avec Gendebien, Jo Bonnier et Lucien Bianchi gagnant en 1962).
La 250 TR dominera le Sport-prototypes de la fin des années 1950 et du tout début des années 1960. Cette « main mise » s'explique par le contexte particulier dans lequel la 250 Testa Rossa est née. À la suite des accidents meurtriers de Pierre Levegh aux 24 Heures du Mans en 1955 et de Alfonso de Portago aux Mille Miglia en 1957, la CSI décide de limiter à trois litres la cylindrée des moteurs dans le but de réduire « l'escalade à la puissance des monstrueuses Aston Martin, Jaguar et Maserati ». Ferrari était pour sa part déjà prêt pour ce bouleversement, puisque le moteur Colombo est, depuis longtemps, de trois litres.

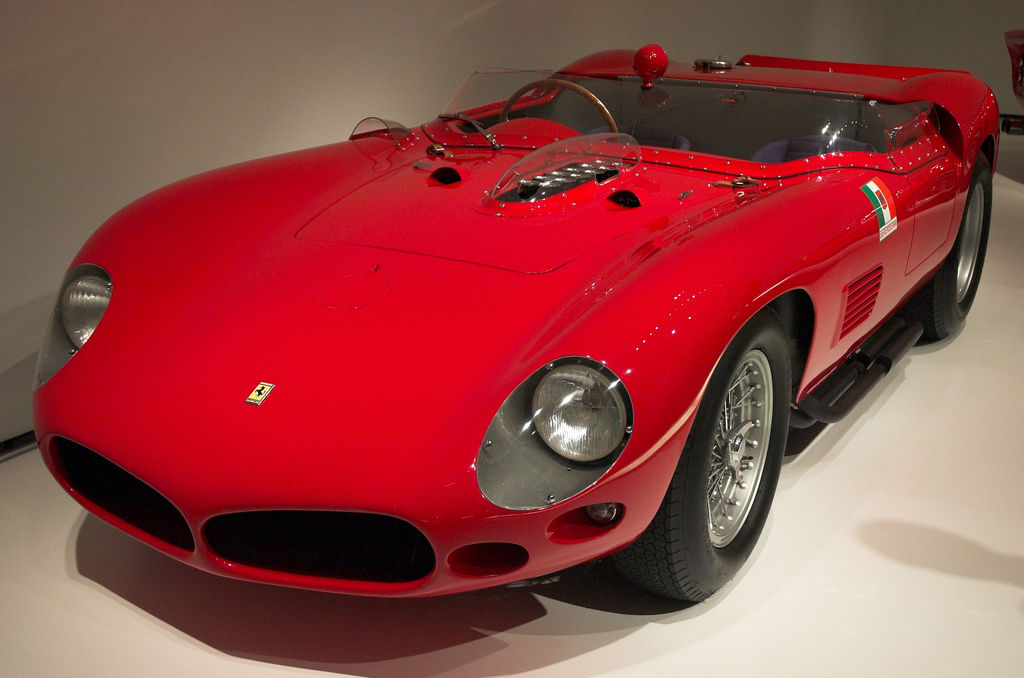
250 TR 61 Spyder Fantuzzi (1961)
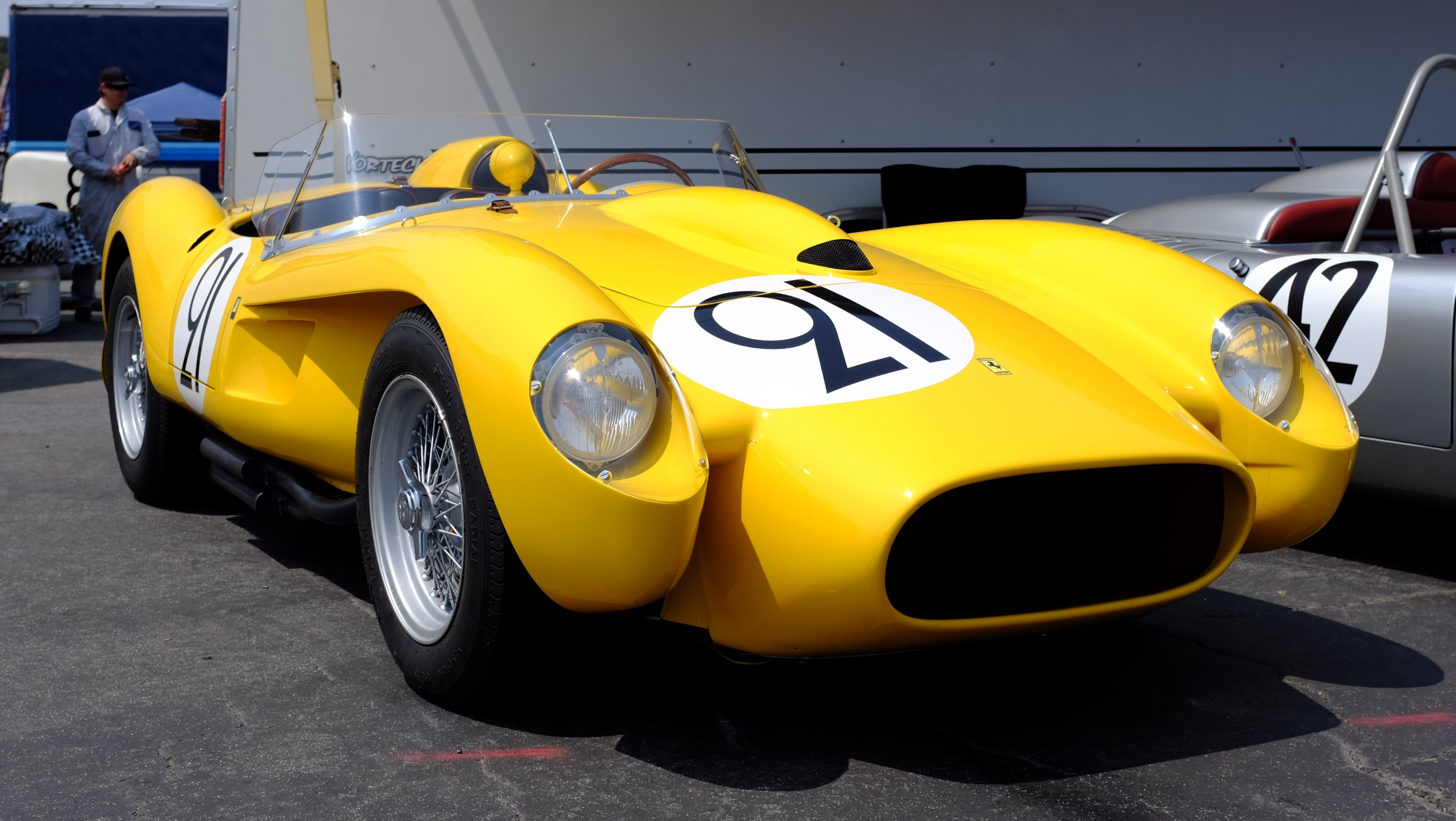
Monterey Car Week (2018)
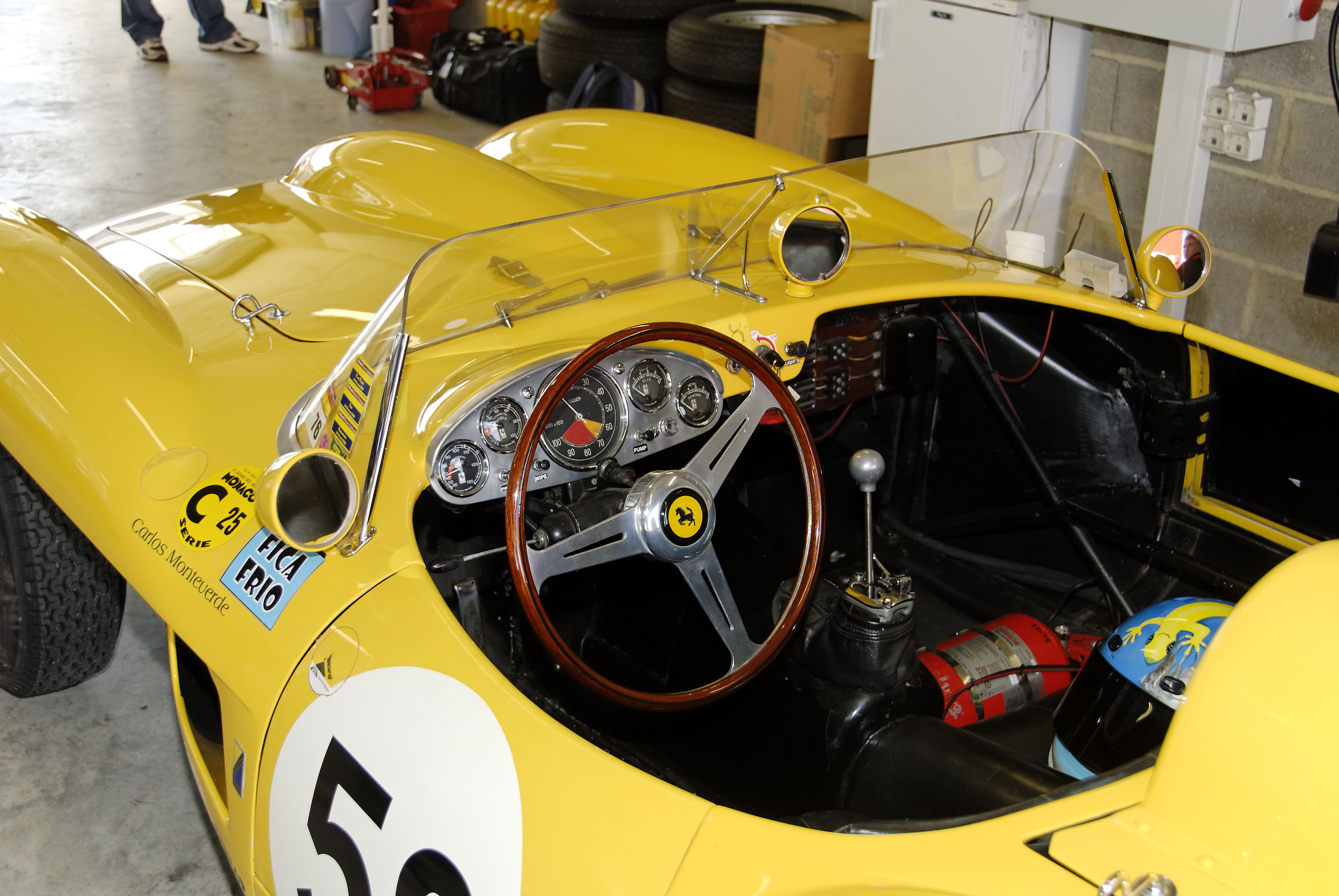
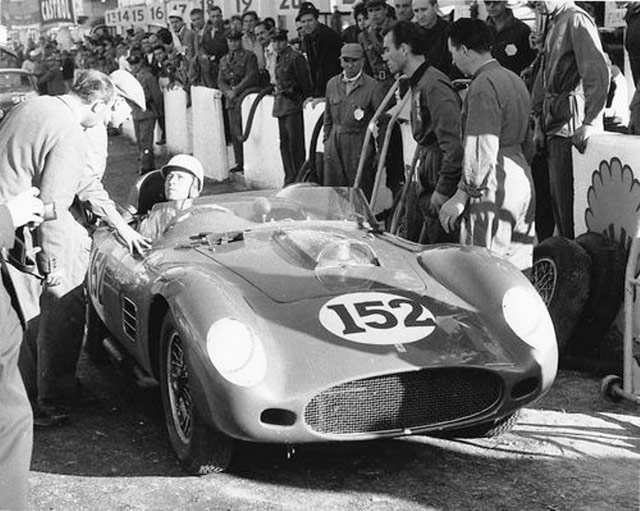
Targa Florio (1961)

Grâce à la TR, Ferrari obtient le titre de Championnat du monde des constructeurs en Championnat du monde des voitures de sport pour les années 1958, 1960 et 1961 (vice-champion en 1959 derrière Aston Martin).

## Palmarès partiel
Victoires de Ferrari aux titres de Champion du monde des voitures de sport 1958, 1960, et 1961 (vice-champion 1959) avec :
- 3e et 4e du Grand Prix automobile du Venezuela 1957, avec Wolfgang von Trips et Wolfgang Seidel.
- 1er, 2e et 4e des 1 000 kilomètres de Buenos Aires 1958, avec Phil Hill et Peter Collins.
- 1er et 2e des 12 Heures de Sebring 1958, avec Phil Hill et Peter Collins.
- 1er, 3e et 4e de la Targa Florio 1958, avec Luigi Musso et Olivier Gendebien.
- 1er, 6e et 7e des 24 Heures du Mans 1958, Olivier Gendebien et Phil Hill.
- 2e, 3e, 4e, et 5e des 1 000 kilomètres du Nürburgring 1958.
- 1er, 2e, 6e et 7e de 12 Heures de Sebring 1959.
- 2e, 3e, et 5e des 1 000 kilomètres du Nürburgring 1959.
- 1er et 2e des 1 000 kilomètres de Buenos Aires 1960, avec Cliff Allison et Phil Hill.
- 1er, 2e, 4e, 5e, 6e et 7e des 24 Heures du Mans 1960, avec Olivier Gendebien et Paul Frère.
- 1er, 2e, 3e, et 6e des 24 Heures du Mans 1961, avec Olivier Gendebien et Phil Hill.
- 1er, 2e, 3e et 4e des 12 Heures de Sebring 1961, avec Phil Hill et Olivier Gendebien.
- 1er du Grand Prix automobile de Pescara 1961, avec Lorenzo Bandini et Giorgio Scarlatti.
- 1er et 2e des 12 Heures de Sebring 1962, avec Joakim Bonnier et Lucien Bianchi.
- 1er, 2e, 4e, 5e, et 6e des 12 Heures de Sebring 1963, avec John Surtees et Ludovico Scarfiotti.

## Voitures de collection
La Ferrari 250 Testa Rossa (dont il existe de nombreuses répliques) est une des voitures de collection Ferrari les plus cotées. L'une d'entre elles (chassis n° 071TR) du pilote italien Piero Drogo est entre autres adjugée au prix de 9 millions € en mai 2009 . Un modèle précédent de Ferrari 335 S de 1957 est adjugé 32 millions € au Rétromobile de Paris 2016.